# Зоряна руїна: На початку Пірка
«Зоряна руїна: На початку Пірка» (англ. Star Wreck: In the Pirkinning) — фінська кінопародія, створена п'ятьма друзями у двокімнатній квартирі з невеликим бюджетом і підтримкою сотні фанів. Є сьомим із серії «Star Wreck» і першим професійно зробленим і повнометражним фільмом. «Зоряна руїна: На початку Пірка» — темна фантастична пародія на серіали «Зоряний шлях» і «Вавилон-5».
Оригінальну версію фільму можна було[уточнити] безкоштовно звантажити в пропрієтарних форматах через Інтернет з офіційного сайту. Ця версія поширюється на умовах ліцензії Creative Commons Nimeä-Epäkaupallinen-Ei muutettuja teoksia 1.0 Suomi (CC BY-ND-NC 1.0 Фінляндія).

## Сюжет
Фільм починається там, де закінчується попередній, «Зоряна руїна V: Загублений контакт». Капітан Джеймс Б. Пірк застряг разом зі своїм екіпажем, коммандером Дварфом і коммандером Інфо, на Землі 2000 року. Життя у них йде погано. Дварф працює продавцем хотдогів, а Пірк напихається гамбургерами, марно намагаючись спокусити жінок. Розташування Інфо невідомо.
Під час їх перебування у минулому лінія часу виявляється зіпсованою, так що Пірк вирішує відновити її по-своєму. Він виявляє зореліт вульгарів (пародія на вулканців), чий перший контакт був перерваний втручанням рок-зірки. Їхній корабель був проданий росіянам. Виявивши його на АЕС Чаністанья, Пірк провокує працівників станції на революцію і на будівництво нового зорельота «Поткустарт» («Kickstart», дослівно — «Запуск ногою»). З допомогою росіян і президента Ульянова П-флот відроджується як імперія Пірка. Земля швидко потрапляє під правління Пірка, але примітивний рівень технологій нового флоту не дає йому поширити владу імперії на інші планети.
Після того як Сергій Факов ненароком виявляє на краю Сонячної системи кротову нору, у Пірка зароджується нова ідея. Його жага влади і брак розсудливості ведуть його через цей просторово-часовий тунель, за яким він виявляє паралельний всесвіт. У цьому всесвіті історія пішла зовсім іншим шляхом, у результаті якого люди прийшли до технологій аналогічних «Вавилону-5». Передчуваючи захоплення, Пірк ненароком розкриває свої наміри комендантові станції «Вафель-13», що призводить до бою на смерть з оборонними силами станції і посланим їм на допомогу флотом.
Незважаючи на те, що дефлектори П-флоту відмовляються працювати у фізичних законах нового всесвіту, Пірку все ж вдається знищити оборонні кораблі «Вафеля-13». Тоді командир станції, капітан Джонні К. Шерріпай, лестощами, обманом і обіцянкою дати Пірку позбавити Івановіцу цноти вмовляє Пірка захопити станцію замість того щоб знищити її.
Через кілька годин прибуває флот підкріплення на чолі з «Екскаватором» (пародія на «Екскалібур» з «Хрестового походу») під командуванням Фестербестера (пародія на псі-поліцейського Бестера). Після запеклої битви «Поткустарт» виявляється сильно пошкодженим, і «Калинка», очолювана капітаном Факовим і Пірком, скеровує «Поткустарт» на зіткнення з «Екскаватором». Поки екіпаж «Екскаватора» оговтується від зіткнення, Пірк заходить збоку і дає залп фотонними торпедами по містку корабля, вбиваючи Фестербестера і знищуючи ворожий флагман.
Після битви від П-флоту залишилося лише 5 кораблів не в найкращому стані. Але й флот «Вафеля-13» знищений, а оборонна система станції не діє. Тоді захмелілий начальник безпеки станції Михайло Керібренді (пародія на Майкла Гарібальді) вирішує дестабілізувати реактор станції, щоб знищити і себе, і ворога. Інфо зауважує нестабільність реактора, і Пірк наказує флоту відступати до діри. Недолугий Факов знову все псує і не передає повідомлення іншим чотирьом кораблям, які не встигають втекти від вибуху. Вибухова хвиля штовхає «Калинку» через дірку назад в рідний всесвіт, і корабель з'являється в районі Землі і починає на неї катастрофічно швидко падати. Пірк, Дварф та Інфо переміщуються на поверхню планети, залишаючи Факова, лейтенанта Сваггер і всю іншу команду на вірну смерть.
Але й трьом «героям» не надто щастить — на Землі Льодовиковий період (мабуть «герої» потрапили в епоху одного з зледенінь минулого або майбутнього…). Дварф рекомендує пристрелити один одного, поки батареї їхніх пістолетів ще працюють. Інфо каже, що у вимкненому стані зможе проіснувати 11 000 років і запобігти їхній невдалій спробі вторгнення в інший всесвіт. На цьому варіанті і вирішують зупинитися. Але потім камера віддаляється до орбіти Землі і показує купу корабельних уламків, натякаючи на те, що вони насправді знаходяться в майбутньому, де історія людства прийшла до трагічного кінця.

## Персонажі

### Члени П-флоту
- Капітан/імператор Джеймс Б. Пирк (Самулі Торссонен[en]) — пародіює Джеймса Т. Кірка
- Командер Інфо (Антті Сатама) — пародіює Дейту[en]
- Командер Дварф (Тімо Вуоренсола) — пародіює Ворфа[en]
- Сергій Факов (Янос Хонконен[fi]) — пародіює Павла Чехова

### Члени сил «Вафель-13»
- Капітан Джонні К. Шерріпай (Атте Йоутсен) — пародія на Джона Шерідана[en]
- Командер Сьюзенна Івановіца (Сату Хеліо) — пародія на Сьюзен Іванову[en]
- Фестербестер (Янос Хонконен) — пародія на Альфреда Бестера[en] і Метью Гідеона
- Шеф безпеки Михайло Керібренді (Ярі Ахола[fi]) — пародія на Майкла Гарібальді[en]

### Додаткові персонажі
- Президент Ульянов (Карі Вяянянен[ru])
- Лейтенант Сваґґер (Тійна Роутамаа) — пародіює всіх офіцерів-жінок у кінофантастиці
- Посол Флаш — пародіює Коша[en]

Слід згадати, що один і той самий актор грає Сергія Факова і Фестербестера, оскільки обох прототипів цих персонажів зіграв Волтер Кеніг.

## Кораблі
Кораблі, використані у фільмі, є майже точними копіями основних кораблів і винищувачів зі всесвітів «Зоряного шляху» і «Вавилона 5», але їх назви були комічно змінені. Назва флагмана Пірка — однотипного з «Ентерпрайзом-E» корабля під назвою «Поткустарт», перекладено в англійській версії «Kickstart» (укр. запуск ногою). «Екскалібур» з «Хрестового походу» був перейменований в «Екскаватор». Винищувачі класу «Starfury» стали «Star Flurries» (укр. зоряні зливи), а есмінці класу «Омега» стали есмінцями класу «Аміго» і мають пародійні імена-омоніми: «Backgammon» (пародія на «Агамемнон»; укр. нарди) і «Appalling» (пародія на «Аполлон»; укр. жахливий). Інші назви есмінців цього класу: «Маннергейм», «Ернрут» і «Ільмарінен».
У сценах завоювання Землі можна побачити російські танки, схожі на Т-80БВ але двогарматні — радянські важкі танки з гри Red Alert.

## Імперська версія
«Star Wreck: In the Pirkinning: Imperial Edition» вийшла 13 грудня 2006. На відміну від оригіналу, цю версію можна придбати лише на DVD, і вона поширюється Universal Pictures Nordic.
У Імперської версії єдиними змінами є спецефекти і моделі кораблів. Творці хотіли замінити скопійований дизайн деяких моделей кораблів повністю власним.